# 查特里斯
查特里斯（Chatteris）是英格蘭的一個城鎮和民政教區，首次被提及是在1086年。據2001年人口普查，查特里斯有人口8,820人。